# Cyrtandra rufa
Cyrtandra rufa là một loài thực vật có hoa trong họ Tai voi. Loài này được Bakh.f. mô tả khoa học đầu tiên năm 1949.